# Костюк Йосип Степанович
Йо́сип Степа́нович Костю́к (* 15 квітня 1919 — † 17 березня 1981) — радянський військовик, у роки німецько-радянської війни командир роти 267-го танкового батальйону 23-ї танкової бригади 9-го танкового корпусу 38-ї армії 1-го Білоруського фронту. Герой Радянського Союзу (1945).

## Біографія
Народився 15 квітня 1919 року в селі Орепи Новоград-Волинського району Житомирської області в селянській родині. Українець. У 1937 році закінчив сільську школу. Працював у колгоспі, навчався в зоотехнікумі, 3-й курс якого закінчив у 1939 році.
У жовтні 1939 року призваний до лав Червоної Армії.
У боях Німецько-радянської війни з листопада 1941 року. Воював на Калінінському і 1-му Білоруському фронтах. Був двічі поранений. У 1944 році закінчив Камишинське танкове училище.
З 14 до 28 січня 1945 брав активну участь у бойових операціях на території Польщі. При визволенні м. Опочно (Польща) здійснив обхідний маневр та першим увірвався в місто.
З 1946 року старший лейтенант Й. С. Костюк в запасі. Жив і працював у м. Новограді-Волинському на посадах заступника директора маслозаводу, директора млина. Похований на військовому кладовищі м. Новограда-Волинського.

## Нагороди та вшанування пам'яті
Звання Героя Радянського Союзу присвоєно 27 лютого 1945. Нагороджений орденами Леніна, Червоного Прапора, медалями.
У Новограді-Волинському його йменням названа вулиця.